# Ixmolintla
Ixmolintla är en ort i Mexiko.   Den ligger i kommunen Molango de Escamilla och delstaten Hidalgo, i den sydöstra delen av landet, 150 km norr om huvudstaden Mexico City. Ixmolintla ligger 1 735 meter över havet och antalet invånare är 310.
Terrängen runt Ixmolintla är kuperad åt nordost, men åt sydväst är den bergig. Terrängen runt Ixmolintla sluttar norrut. Runt Ixmolintla är det ganska tätbefolkat, med 58 invånare per kvadratkilometer. Närmaste större samhälle är Zacualtipán, 14,5 km sydost om Ixmolintla. Omgivningarna runt Ixmolintla är en mosaik av jordbruksmark och naturlig växtlighet.